# Les Rouges-Eaux
Les Rouges-Eaux è un comune francese di 80 abitanti situato nel dipartimento dei Vosgi nella regione del Grand Est.

## Società

### Evoluzione demografica
Abitanti censiti